# Loxostege oxalis
Loxostege oxalis là một loài bướm đêm trong họ Crambidae.